# Teucholabis (Teucholabis) perlata
Teucholabis (Teucholabis) perlata is een tweevleugelige uit de familie steltmuggen (Limoniidae). De soort komt voor in het Neotropisch gebied.